# Michael Cunningham

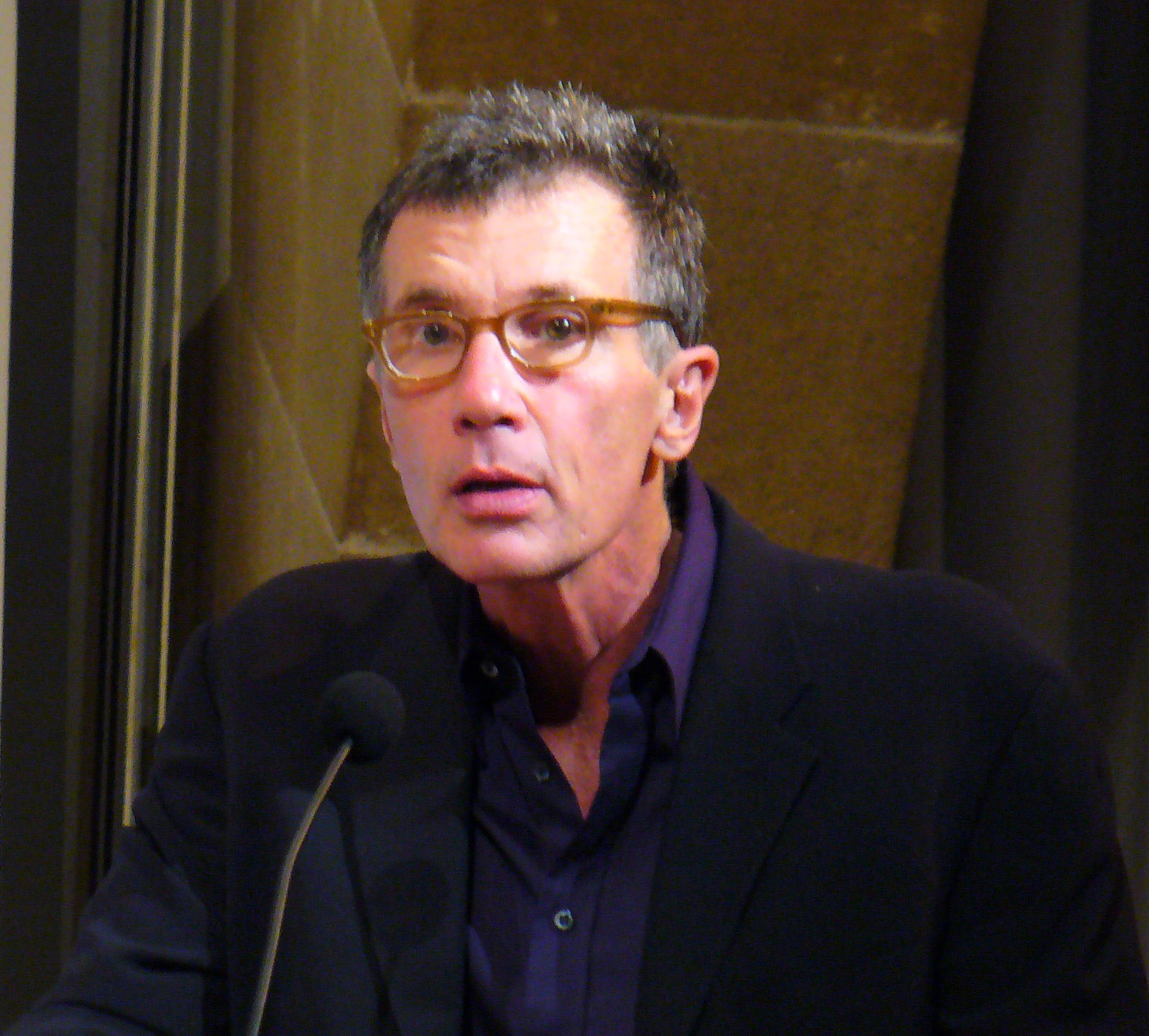
Michael Cunningham 2007.

Michael Cunningham, född 6 november 1952 i Cincinnati i Ohio, är en amerikansk författare. Cunningham debuterade 1984 med romanen Golden States.